# Колесников, Иван Никифорович
Иван Никифорович Колесников (1860—1920) — генерал-майор, герой Первой мировой войны.

## Биография
Родился 7 сентября 1860 года, происходил из станицы Ищерской Терского казачьего войска.
Образование получил во Владикавказской военной прогимназии и Ставропольском казачьем юнкерском училище. Выпущен в 1-й Горско-Моздокский полк Терского казачьего войска.
3 декабря 1880 года произведён в хорунжие, 1 января 1885 года — в сотники, 15 октября 1889 года — в подъесаулы, 6 мая 1899 года — в есаулы и 26 февраля 1908 года получил чин войскового старшины.
В 1901 году награждён орденом св. Станислава 3-й степени и в 1911 году — орденом св. Анны 3-й степени.
18 февраля 1912 года Колесников был произведён в полковники и 19 июля того же года был назначен командующим льготным составом 2-го Горско-Моздокского полка. 30 июля 1914 года, после объявления мобилизации, Колесников собрал полк и в качестве его командира сражался на Юго-Западном фронте. С 22 августа по 6 декабря 1914 года был временным командующим бригады 1-й Терской казачьей дивизии. За отличие в должности командира 2-го Горско-Моздокского полка Колесников 24 февраля 1915 года был награждён Георгиевским оружием, а 23 мая 1916 года получил орден св. Георгия 4-й степени
За то, что, будучи командующим 2-м Горско-Моздокским полком Терского казачьего войска, в бою 3-го мая 1915 года, когда наши пехотные части, занимавшие д. Садзавку на р. Прут, были вытеснены с занимаемых ими позиций превосходными силами противника, полковник Колесников во главе своих спешенных сотен энергично бросился под сильным, губительным огнём противника, остановил его наступление и совместно с теснимыми нашими частями, увлеченными его примером, опрокинул противника, на его плечах ворвался в д. Садзавку, вынудил противника к отступлению, а потом и к бегству, чем дал возможность нашим частям утвердиться на старых позициях.
30 апреля 1915 года Колесников был переведён на Кавказский театр Первой мировой войны и получил в командование 1-й Запорожский полк Кубанского казачьего войска. Действовал в Персии в районе Кума и Исфахана, причём ему был подчинён и 1-й Горско-Моздокский полк.
С 8 февраля 1916 года командовал 2-й бригадой 5-й Кавказской казачьей дивизии. 22 октября 1916 года произведён в генерал-майоры. С 7 июля 1917 года командовал 1-й Кубанской казачьей дивизией, а с декабря — 3-й Кубанской казачьей дивизией.
4 марта 1918 года Колесников был зачислен в Добровольческую армию, с 25 декабря 1918 года командовал войсками Терского казачьего войска, а с 28 февраля 1919 года был начальником 4-й Терской казачьей дивизии, с июня по октябрь 1919 года был начальником Грозненского отряда в Терской области и Дагестане
Скончался в январе 1920 года.